# رينبيك
رينبيك (بالإنجليزية: Reinbeck, Iowa)‏ هي مدينة تقع في ولاية آيوا في الولايات المتحدة. تبلغ مساحة هذه المدينة 4.71 (كم²)، وترتفع عن سطح البحر 293 م، بلغ عدد سكانها 1664 نسمة في عام 2012 حسب إحصاء مكتب تعداد الولايات المتحدة.

## التركيبة السكانية
قام مكتب تعداد الولايات المتحدة بتحديد بيانات التركيبة السكانية لرينبيكفي تعداد الولايات المتحدة. في ما يلي، التركيبة السكانية حسب تعدادي 2000 و2010.

### تعداد عام 2000
بلغ عدد سكان رينبيك 1,751 نسمة بحسب تعداد عام 2000، وبلغ عدد الأسر 730 أسرة وعدد العائلات 492 عائلة مقيمة في المدينة. في حين سجلت الكثافة السكانية 962.5 نسمة لكل ميل مربع (371.6/كم2). وبلغ عدد الوحدات السكنية 769 وحدة بمتوسط كثافة قدره 422.7 نسمة لكل ميل مربع (163.2/كم2).
وتوزع التركيب العرقي للمدينة بنسبة 99.60% من البيض و 0.17% من الأمريكيين ذوي الأصول الآسيوية و 0.11% من الأمريكيين الأفارقة و 0.06% من عرقين مختلطين أو أكثر.
بلغ عدد الأسر 730 أسرة كانت نسبة 28.2% منها لديها أطفال تحت سن الثامنة عشر تعيش معهم، وبلغت نسبة الأزواج القاطنين مع بعضهم البعض 58.8% من أصل المجموع الكلي للأسر، ونسبة 6.7% من الأسر كان لديها معيلات من الإناث دون وجود شريك، وكانت نسبة 32.6% من غير العائلات. تألفت نسبة 29.9% من أصل جميع الأسر من أفراد ونسبة 17.8% كانوا يعيش معهم شخص وحيد يبلغ من العمر 65 عاماً فما فوق. وبلغ متوسط حجم الأسرة المعيشية 2.87، أما متوسط حجم العائلات فبلغ 2.33.
بلغ العمر الوسطي للسكان 42 عاماً. وكانت نسبة 6.3% بين الثامنة عشر والأربعة وعشرون عاماً، ونسبة 25.3% كانت واقعةً في الفئة العمرية ما بين الخامسة والعشرون حتى والأربعة وأربعون عاماً، ونسبة 21.5% كانت ما بين الخامسة والأربعون حتى الرابعة والستون، ونسبة 23.4% كانت ضمن فئة الخامسة والستون عاماً فما فوق. يوجد لكل 100 أنثى 90.5 ذكر، ويوجد لكل 100 أنثى في الثامنة عشر من عمرها فما فوق 84.6 ذكر.
بلغ متوسط دخل الأسرة في المدينة 36,667 دولار، أما متوسط دخل العائلة فبلغ 45,938 دولار. وكان متوسط دخل الذكور 32,829 دولار مقابل 21,618 دولار للإناث. وسجل دخل الفرد الخاص بالمدينة 19,814 دولار. وكانت نسبة 3.3% من العائلات ونسبة 4.0% من السكان تحت خط الفقر، وكان من هؤلاء نسبة 2.3% تحت سن الثامنة عشر ونسبة 6.1% في الخامسة والستين من العمر وما فوق.

### تعداد عام 2010
بلغ عدد سكان رينبيك 1,664 نسمة بحسب تعداد عام 2010، وبلغ عدد الأسر 738 أسرة وعدد العائلات 468 عائلة مقيمة في المدينة. في حين سجلت الكثافة السكانية 914.3 نسمة لكل ميل مربع (353.0/كم2). وبلغ عدد الوحدات السكنية 802 وحدة بمتوسط كثافة قدره 440.7 لكل ميل مربع (170.2/كم2).
وتوزع التركيب العرقي للمدينة بنسبة 98.7% من البيض و 0.1% من الأمريكيين الأصليين و 0.1% من الأمريكيين ذوي الأصول الآسيوية و 0.2% من الأمريكيين الأفارقة و 0.4% من عرقين مختلطين أو أكثر.
بلغ عدد الأسر 738 أسرة كانت نسبة 25.7% منها لديها أطفال تحت سن الثامنة عشر تعيش معهم، وبلغت نسبة الأزواج القاطنين مع بعضهم البعض 52.4% من أصل المجموع الكلي للأسر، ونسبة 6.9% من الأسر كان لديها معيلات من الإناث دون وجود شريك، بينما كانت نسبة 4.1% من الأسر لديها معيلون من الذكور دون وجود شريكة وكانت نسبة 36.6% من غير العائلات. تألفت نسبة 32.0% من أصل جميع الأسر من أفراد ونسبة 18.7% كانوا يعيش معهم شخص وحيد يبلغ من العمر 65 عاماً فما فوق. وبلغ متوسط حجم الأسرة المعيشية 2.72، أما متوسط حجم العائلات فبلغ 2.20.
بلغ العمر الوسطي للسكان 45.1 عاماً. وكانت نسبة 20.9% من القاطنين تحت سن الثامنة عشر، وكانت نسبة 7.8% بين الثامنة عشر والأربعة وعشرون عاماً، ونسبة 21.2% كانت واقعةً في الفئة العمرية ما بين الخامسة والعشرون حتى والأربعة وأربعون عاماً، ونسبة 26% كانت ما بين الخامسة والأربعون حتى الرابعة والستون، ونسبة 24% كانت ضمن فئة الخامسة والستون عاماً فما فوق. وتوزع التركيب الجنسي للسكان بنسبة 48.5% ذكور و51.5% إناث.